# Transformación natural
En teoría de categorías, una rama de las matemáticas, una transformación natural proporciona una manera de convertir un funtor en otro, mientras que se respeta la estructura interna (es decir, la composición de morfismos) de las categorías implicadas. Por lo tanto, una transformación natural se puede considerar como un morfismo de funtores. De hecho, esta intuición puede formalizarse para definir las llamadas categorías de funtores. Las transformaciones naturales son, después de las categorías y de los funtores, una de las nociones más básicas del álgebra categórica y por lo tanto aparecen en la mayoría de sus usos.

## Definición
Si F y G son funtores (covariantes) entre las categorías C y D, entonces una transformación natural η  de F a G asocia a cada objeto X en C un morfismo ηX :  F(X) → G(X) en D, tal que para cada morfismo f : X → Y en C se tiene que
ηY o F(f) = G(f) o ηX.
Esta ecuación se puede expresar convenientemente por el diagrama conmutativo
Si η  es una transformación natural de F a G, se escribe  también η: F → G.  
Si, para cada objeto X en C, el morfismo ηX es un isomorfismo en D, entonces η  se dice un isomorfismo natural (o a veces una equivalencia natural o isomorfismo de funtores). Dos funtores F y G se dicen naturalmente isomorfos o simplemente isomorfos si existe un isomorfismo natural de F a G.

## Ejemplos

### Grupo opuesto
Declaraciones como  "Todo grupo es naturalmente isomorfo a su grupo opuesto" abundan en matemáticas modernas. Ahora se va a dar el significado exacto de esta declaración así como su demostración. Considérese la categoría Grp de todos los grupos con homomorfismos de grupo como morfismos. Si (G,*) es un grupo, se define su grupo opuesto (Gop, *op) como sigue:  Gop es el mismo conjunto que G, y la operación *op es definida por a*opb = b*a. Todas las multiplicaciones en Gop "se dan así la vuelta".  La formación del grupo opuesto se convierte en un funtor de Grp a Grp si se define fop = f para cada homomorfismo de grupo f: G →  H.  Obsérvese que fop es de hecho un homomorfismo de grupo de Gop en Hop:
fop(a*opb) = f(b*a) = f(b)*f(a) = fop(a)*opfop(b).
El contenido de la declaración antedicha es:  el funtor identidad IdGrp: Grp → Grp es naturalmente isomorfo al funtor opuesto -op: Grp → Grp. Para probar esto, se necesita proporcionar isomorfismos ηG: G → Gop para cada grupo G, tal que el diagrama antedicho conmuta. Hágase ηG(a) = a-1. Las fórmulas (ab)-1 = b-1 a-1 y (a-1)-1 = a demuestran que ηG es un homomorfismo de grupo que es su propio inverso. Para probar la naturalidad, se comienza con un homomorfismo de grupo f:  G → H ηH o f = fop o ηG, es decir (f(a))-1 = fop(a-1) para todo a en G.  Esto es verdad puesto que fop = f y cada homomorfismo de grupo tiene la propiedad (f(a))-1 = f(a-1).

### Módulos
Sea {\displaystyle \varphi :M\longrightarrow M^{\prime }} un homomorfismo de módulo {\displaystyle R} de módulos a la derecha. Para cada módulo a la izquierda {\displaystyle N} existe una aplicación natural {\displaystyle \varphi \otimes N:M\otimes _{R}N\longrightarrow M^{\prime }\otimes _{R}N}, que forma una transformación natural {\displaystyle \eta :M\otimes _{R}-\implies M'\otimes _{R}-}. Para cada módulo a la derecha {\displaystyle N} existe una aplicación natural {\displaystyle \eta _{N}:{\text{Hom}}_{R}(M',N)\longrightarrow {\text{Hom}}_{R}(M,N)} definida por {\displaystyle \eta _{N}(f)=f\varphi }, forma una transformación natural {\displaystyle \eta :{\text{Hom}}_{R}(M',-)\implies {\text{Hom}}_{R}(M,-)}.

### Abelianización
Dado un grupo {\displaystyle G}, se puede definir su subgrupo conmutador {\displaystyle G^{\text{ab}}=G/} {\displaystyle [G,G]}. Dejar
{\displaystyle \pi _{G}:G\to G^{\text{ab}}} denota la aplicación de proyección sobre las clases laterales de {\displaystyle [G,G]}. Este homomorfismo es "natural en
{\displaystyle G}", es decir, define una transformación natural, que ahora se comprueba. Sea {\displaystyle H} un grupo. Para cualquier homomorfismo {\displaystyle f:G\to H}, se tiene que {\displaystyle [G,G]} está contenido en el núcleo de {\displaystyle \pi _{H}\circ f}, porque cualquier homomorfismo en un grupo abeliano elimina al subgrupo del conmutador. Entonces {\displaystyle \pi _{H}\circ f} factoriza {\displaystyle G^{\text{ab}}} como {\displaystyle f^{\text{ab}}\circ \pi _{G}=\pi _{H}\circ f} para el homomorfismo único {\displaystyle f^{\text{ab}}:G^{\text{ab}}\to H^{\text{ab}}}. Esto hace que {\displaystyle {\text{ab}}:{\textbf {Grp}}\to {\textbf {Grp}}} sea un functor y {\displaystyle \pi } es una transformación natural, pero no un isomorfismo natural, del functor identidad a {\displaystyle {\text{ab}}}.

### Homomorfismo de Hurewicz
Los functores y las transformaciones naturales abundan en topología algebraica, siendo los homomorfismos de Hurewicz un ejemplo. Para cualquier espacio topológico puntado {\displaystyle (X,x)} y entero positivo {\displaystyle n} existe un homomorfismo de grupos
{\displaystyle h_{n}\colon \pi _{n}(X,x)\to H_{n}(X)}
desde el {\displaystyle n}-ésimo grupo de homotopía de {\displaystyle (X,x)} hasta el {\displaystyle n}-ésimo grupo de homología de {\displaystyle X}. Tanto {\displaystyle \pi _{n}} como {\displaystyle H_{n}} son funtores de la categoría Top* de espacios topológicos verticiales a la categoría Grp de grupos, y {\displaystyle h_{n}} es una transformación natural de {\displaystyle \pi _{n}} a {\displaystyle H_{n}}.

### Determinante
Dados los anillos conmutativos {\displaystyle R} y {\displaystyle S} con un homomorfismo de anillos {\displaystyle f:R\to S}, los respectivos grupos de matrices invertibles {\displaystyle n\times n} {\displaystyle {\text{GL}}_{n}(R)} y {\displaystyle {\text{GL}}_{n}(S)} heredan un homomorfismo que se denota por {\displaystyle {\text{GL}}_{n}(f)}, obtenido aplicando {\displaystyle f} a cada entrada de la matriz. De manera similar, {\displaystyle f} se restringe a un homomorfismo de grupo {\displaystyle f^{*}:R^{*}\to S^{*}}, donde {\displaystyle R^{*}} denota la unidad de {\displaystyle R}. De hecho, {\displaystyle {\text{GL}}_{n}} y {\displaystyle *} son functores de la categoría de anillos conmutativos {\displaystyle {\textbf {CRing}}} a {\displaystyle {\textbf {Grp}}}. El determinante en el grupo {\displaystyle {\text{GL}}_{n}(R)}, denotado por {\displaystyle {\text{det}}_{R}}, es un homomorfismo de grupo.
{\displaystyle {\mbox{det}}_{R}\colon {\mbox{GL}}_{n}(R)\to R^{*}}
que es natural en {\displaystyle R} debido a que el determinante está definido por la misma fórmula para cada anillo, {\displaystyle f^{*}\circ {\text{det}}_{R}={\text{det}}_{S}\circ {\text{GL}}_{n}(f)} se cumple. Esto hace que el determinante sea una transformación natural de {\displaystyle {\text{GL}}_{n}} a {\displaystyle *}.

### Doble dual de un espacio vectorial
Por ejemplo, si {\displaystyle K} es un cuerpo, entonces para cada espacio vectorial {\displaystyle V} sobre {\displaystyle K} se tiene una aplicación lineal inyectiva {\displaystyle V\to V^{**}} "natural" desde el espacio vectorial hasta su dual doble. Estas aplicaciones son "naturales" en el siguiente sentido: la operación dual doble es un funtor, y las aplicaciones son los componentes de una transformación natural del funtor identidad al functor dual doble.

### Cálculo finito
Para cada grupo abeliano {\displaystyle G}, el conjunto {\displaystyle {\text{Hom}}_{\textbf {Set}}(\mathbb {Z} ,U(G))} de funciones desde los números enteros hasta el conjunto subyacente de {\displaystyle G} forma un grupo abeliano {\displaystyle V_{\mathbb {Z} }(G)} bajo la suma puntual (aquí, {\displaystyle U} es el funtor olvidable {\displaystyle U:{\textbf {Ab}}\to {\textbf {Set}}} estándar). Dado un morfismo {\displaystyle {\textbf {Ab}}} {\displaystyle \varphi :G\to G'}, la aplicación {\displaystyle V_{\mathbb {Z} }(\varphi ):V_{\mathbb {Z} }(G)\to V_{\mathbb {Z} }(G')} dada por la izquierda que compone {\displaystyle \varphi } con los elementos del primero es en sí mismo un homomorfismo de grupos abelianos; de esta manera se obtiene un funtor {\displaystyle V_{\mathbb {Z} }:{\textbf {Ab}}\to {\textbf {Ab}}}. El operador de diferencias finitas {\displaystyle \Delta _{G}} tomando cada función {\displaystyle f:\mathbb {Z} \to U(G)} a {\displaystyle \Delta (f):n\mapsto f(n+1)-f(n)} es una aplicación de {\displaystyle V_{\mathbb {Z} }(G)} sobre sí mismo, y la colección {\displaystyle \Delta } de dichas aplicaciones da una transformación natural {\displaystyle \Delta :V_{\mathbb {Z} }\to V_{\mathbb {Z} }}.

### Adjunción homomórfica tensorial
Considérese la categoría {\displaystyle {\textbf {Ab}}} de grupos abelianos y homomorfismos de grupo. Para todos los grupos abelianos {\displaystyle X}, {\displaystyle Y} y {\displaystyle Z} se tiene un isomorfismo de grupo
{\displaystyle {\text{Hom}}(X\otimes Y,Z)\to {\text{Hom}}(X,{\text{Hom}}(Y,Z))}.
Estos isomorfismos son "naturales" en el sentido de que definen una transformación natural entre los dos funtores involucrados {\displaystyle {\textbf {Ab}}^{\text{op}}\times {\textbf {Ab}}^{\text{op}}\times {\textbf {Ab}}\to {\textbf {Ab}}} (aquí, "op" es la categoría opuesta de {\displaystyle {\textbf {Ab}}}, que no debe confundirse con el funtor grupo opuesto trivial en {\displaystyle {\textbf {Ab}}}).
Esta es formalmente la adjunción homomórfica tensorial, un ejemplo arquetípico de un par de funtores adjuntos. Las transformaciones naturales surgen frecuentemente junto con los funtores adjuntos y, de hecho, los functores adjuntos se definen por un cierto isomorfismo natural. Además, cada par de funtores adjuntos viene equipado con dos transformaciones naturales (generalmente no isomorfismos) llamadas unidad y counidad.

## Isomorfismo antinatural
La noción de transformación natural es categórica y establece (informalmente) que una aplicación particular entre funtores se puede realizar de manera consistente en una categoría completa. De manera informal, una aplicación particular (especialmente un isomorfismo) entre objetos individuales (no categorías completas) se denomina isomorfismo natural, lo que significa implícitamente que en realidad está definido en toda la categoría y define una transformación natural de funtores. Formalizar esta intuición fue un factor motivador en el desarrollo de la teoría de categorías.
Por el contrario, una aplicación particular entre objetos particulares puede denominarse isomorfismo antinatural (o "un isomorfismo que no es natural") si la aplicación no puede extenderse a una transformación natural en toda la categoría. Dado un objeto {\displaystyle X,}, un funtor {\displaystyle G} (tomando por simplicidad el primer funtor como la identidad) y un isomorfismo {\displaystyle \eta \colon X\to G(X),} la prueba de antinaturalidad se muestra más fácilmente dando un automorfismo {\displaystyle A\colon X\to X} que no conmuta con este isomorfismo (por lo tanto, {\displaystyle \eta \circ A\neq G(A)\circ \eta }). Más concretamente, si se desea demostrar que {\displaystyle X} y {\displaystyle G(X)} no son naturalmente isomorfos, sin hacer referencia a un isomorfismo particular, esto requiere demostrar que para "cualquier" isomorfismo {\displaystyle \eta }, hay algún {\displaystyle A} con el que no conmuta. En algunos casos, un único automorfismo {\displaystyle A} funciona para todos los isomorfismos candidatos {\displaystyle \eta }, mientras que en otros casos se debe mostrar cómo construir un {\displaystyle A_{\eta }} diferente para cada isomorfismo. Las aplicaciones de la categoría juegan un papel crucial: cualquier transformación infranatural es natural si los únicas aplicaciones son la aplicación de identidad, por ejemplo.
Esto es similar (pero más categórico) a los conceptos de la teoría de grupos o la teoría de módulos, donde una descomposición dada de un objeto en una suma directa no es natural, o más bien no es única, ya que existen automorfismos que no preservan la suma directa. descomposición de la suma.
Algunos autores distinguen la notación, utilizando {\displaystyle \cong } para un isomorfismo natural y {\displaystyle \approx } para un isomorfismo no natural, reservando {\displaystyle =} para la igualdad (normalmente igualdad de aplicaciones).

### Ejemplo: grupo fundamental de los toros
Como ejemplo de la distinción entre el enunciado funtorial y los objetos individuales, considérense los grupos de homotopía de un espacio producto, específicamente el grupo fundamental del toro.
Los grupos de homotopía de un espacio de productos son naturalmente el producto de los grupos de homotopía de los componentes, {\displaystyle \pi _{n}((X,x_{0})\times (Y,y_{0}))\cong \pi _{n}((X,x_{0}))\times \pi _{n}((Y,y_{0})),} con el isomorfismo dado por la proyección sobre los dos factores, fundamentalmente porque las aplicaciones en un espacio de productos son exactamente productos de las aplicaciones en los componentes, lo que constituye una declaración funtorial.
Sin embargo, el toro (que es abstractamente un producto de dos círculos) tiene un grupo fundamental isomorfo a {\displaystyle Z^{2}}, pero la división de {\displaystyle \pi _{1}(T,t_{0})\approx \mathbf {Z} \times \mathbf {Z} } no es natural. Téngase en cuenta el uso de {\displaystyle \approx }, {\displaystyle \cong } y {\displaystyle =}:
{\displaystyle \pi _{1}(T,t_{0})\approx \pi _{1}(S^{1},x_{0})\times \pi _{1}(S^{1},y_{0})\cong \mathbf {Z} \times \mathbf {Z} =\mathbf {Z} ^{2}.}
Este isomorfismo abstracto con un producto no es natural, ya que algunos isomorfismos de {\displaystyle T} no preservan el producto: el autohomeomorfismo de {\displaystyle T} (considerado como espacio cociente {\displaystyle R^{2}/\mathbb {Z} ^{2}}) dado por {\displaystyle \left({\begin{smallmatrix}1&1\\0&1\end{smallmatrix}}\right)} (geométricamente un giro de Dehn sobre una de las curvas generadoras) actúa como esta matriz en {\displaystyle \mathbb {Z} ^{2}} (está en el grupo lineal general {\displaystyle {\text{GL}}(\mathbb {Z} ,2)} de matrices enteras invertibles), que no conserva la descomposición como producto porque no es diagonal. Sin embargo, si se da el toro como el producto {\displaystyle (T,t_{0})=(S^{1},x_{0})\times (S^{1},y_{0})} (de manera equivalente, dada una descomposición del espacio), entonces la división del grupo se sigue de la afirmación general anterior. En términos categóricos, la categoría relevante (que preserva la estructura de un espacio de producto) es "aplicaciones de espacios de productos, es decir, un par de aplicaciones entre los respectivos componentes".
La naturalidad es una noción categórica y requiere ser muy preciso acerca de qué datos se dan exactamente: el toro como un espacio que resulta ser un producto (en la categoría de espacios y aplicaciones continuos) es diferente del toro presentado como un producto (en la categoría de productos de dos espacios y aplicaciones continuas entre los respectivos componentes).

### Ejemplo: dual de un espacio vectorial de dimensión finita
Todo espacio vectorial de dimensión finita es isomorfo a su espacio dual, pero puede haber muchos isomorfismos diferentes entre los dos espacios. En general, no existe un isomorfismo natural entre un espacio vectorial de dimensión finita y su espacio dual. Sin embargo, las categorías relacionadas (con estructura adicional y restricciones en las aplicaciones) tienen un isomorfismo natural, como se describe a continuación.
El espacio dual de un espacio vectorial de dimensión finita es nuevamente un espacio vectorial de dimensión finita de la misma dimensión y, por lo tanto, son isomórficos, ya que la dimensión es el único invariante de los espacios vectoriales de dimensión finita en un campo dado. Sin embargo, en ausencia de restricciones adicionales (como el requisito de que las aplicaciones preserven la base elegida), la aplicación de un espacio a su dual no es único y, por lo tanto, tal isomorfismo requiere una elección y "no es natural". En la categoría de espacios vectoriales de dimensión finita y aplicaciones lineales, se puede definir un isomorfismo infranatural de espacios vectoriales a su dual eligiendo un isomorfismo para cada espacio (póngase por caso, eligiendo una base para cada espacio vectorial y tomando el isomorfismo correspondiente), pero esto no definirá una transformación natural. Intuitivamente esto se debe a que requirió una elección, rigurosamente porque "cualquier" elección de isomorfismos no conmutará con, por ejemplo, la aplicación cero (consúltese (Mac Lane y Birkhoff, 1999, §VI.4) para una discusión detallada).
A partir de espacios vectoriales de dimensión finita (como objetos) y los funtores identidad y duales, se puede definir un isomorfismo natural, pero esto requiere primero agregar una estructura adicional y luego restringir las aplicaciones de "todos las aplicaciones lineales" a "aplicaciones lineales que respeten este estructura". Explícitamente, para cada espacio vectorial, se requiere que venga con los datos de un isomorfismo a su dual, {\displaystyle \eta _{V}\colon V\to V^{*}}. En otras palabras, se toman como objetos espacios vectoriales con una forma bilineal no degenerada {\displaystyle b_{V}\colon V\times V\to K}. Esto define un isomorfismo infranatural (isomorfismo para cada objeto). Entonces se restringen las aplicaciones solo a aquellas aplicaciones {\displaystyle T\colon V\to U} que conmutan con los isomorfismos: {\displaystyle T^{*}(\eta _{U}(T(v)))=\eta _{V}(v)} o, en otras palabras, preservan la forma bilineal: {\displaystyle b_{U}(T(v),T(w))=b_{V}(v,w)} (estas aplicaciones definen el naturalizador de los isomorfismos). La categoría resultante, con objetos de espacios vectoriales de dimensión finita con una forma bilineal no degenerada, y aplicaciones de transformaciones lineales que respetan la forma bilineal, por construcción tiene un isomorfismo natural de la identidad al dual (cada espacio tiene un isomorfismo con su dual, y las aplicaciones de la categoría deben conmutar). Vista desde esta perspectiva, esta construcción (agregar transformaciones para cada objeto, restringir aplicaciones para conmutar con ellos) es completamente general y no depende de ninguna propiedad particular de los espacios vectoriales.
En esta categoría (espacios vectoriales de dimensión finita con una forma bilineal no degenerada, transformaciones lineales de aplicaciones que respetan la forma bilineal), el dual de una aplicación entre espacios vectoriales se puede identificar como la matriz transpuesta. A menudo, por razones de interés geométrico, esto se especializa en una subcategoría, al requerir que las formas bilineales no degeneradas tengan propiedades adicionales, como ser simétricas (matriz ortogonal), simétricas y definidas positivas (espacio producto interior), sesquilineales simétricas (espacios hermíticos), o antisimétricas y totalmente isotrópicas (espacio vectorial simpléctico entre otras). En todas estas categorías un espacio vectorial se identifica naturalmente con su dual, por la forma bilineal no degenerada.

## Operaciones con transformaciones naturales

Composición horizontal y vertical de transformaciones naturales

### Composición vertical
Si {\displaystyle \eta :F\Rightarrow G} y {\displaystyle \epsilon :G\Rightarrow H} son transformaciones naturales entre los funtores {\displaystyle F,G,H:C\to D}, entonces se puede componerlos para obtener una transformación natural {\displaystyle \epsilon \circ \eta :F\Rightarrow H}. Esto se hace por componentes:
{\displaystyle (\epsilon \circ \eta )_{X}=\epsilon _{X}\circ \eta _{X}}.
Esta composición vertical de transformaciones naturales es asociativa y tiene una identidad, y permite considerar la colección de todos los funtores {\displaystyle C\to D} como una categoría (véase más abajo en Categorías funtoriales). La transformación natural de identidad {\displaystyle \mathrm {id} _{F}} en el funtor {\displaystyle F} tiene componentes {\displaystyle (\mathrm {id} _{F})_{X}=\mathrm {id} _{F(X)}}.
Para {\displaystyle \eta :F\Rightarrow G}, {\displaystyle \mathrm {id} _{G}\circ \eta =\eta =\eta \circ \mathrm {id} _{F}}.

### Composición horizontal
Si {\displaystyle \eta :F\Rightarrow G} es una transformación natural entre los funtores {\displaystyle F,G:C\to D} y {\displaystyle \epsilon :J\Rightarrow K} es una transformación natural entre los funtores {\displaystyle J,K:D\to E}, entonces la composición de funtores permite una composición de transformaciones naturales {\displaystyle \epsilon *\eta :J\circ F\Rightarrow K\circ G} con componentes
{\displaystyle (\epsilon *\eta )_{X}=\epsilon _{G(X)}\circ J(\eta _{X})=K(\eta _{X})\circ \epsilon _{F(X)}}.
Usando el bigoteo (véase más abajo), se puede escribir
{\displaystyle (\epsilon *\eta )_{X}=(\epsilon G)_{X}\circ (J\eta )_{X}=(K\eta )_{X}\circ (\epsilon F)_{X}},
por eso
{\displaystyle \epsilon *\eta =\epsilon G\circ J\eta =K\eta \circ \epsilon F}.
Esta composición horizontal de transformaciones naturales también es asociativa con la identidad, que es a su vez la transformación natural de identidad sobre el funtor, es decir, la transformación natural que asocia a cada objeto su morfismo: para el objeto {\displaystyle X} en la categoría {\displaystyle C}, {\displaystyle (\mathrm {id} _{\mathrm {id} _{C}})_{X}=\mathrm {id} _{\mathrm {id} _{C}(X)}=\mathrm {id} _{X}}.
Para {\displaystyle \eta :F\Rightarrow G} con {\displaystyle F,G:C\to D}, {\displaystyle \mathrm {id} _{\mathrm {id} _{D}}*\eta =\eta =\eta *\mathrm {id} _{\mathrm {id} _{C}}}.
Como los funtores de identidad {\displaystyle \mathrm {id} _{C}} y {\displaystyle \mathrm {id} _{D}} también son funtores, la identidad para la composición horizontal también es la identidad para la composición vertical, pero no al revés.

### Bigoteo
El bigoteo es una operación binaria entre un funtor y una transformación natural.
Si {\displaystyle \eta :F\Rightarrow G} es una transformación natural entre los funtores {\displaystyle F,G:C\to D} y {\displaystyle H:D\to E} es otro funtor, entonces se puede formar la transformación natural {\displaystyle H\eta :H\circ F\Rightarrow H\circ G} definiendo
{\displaystyle (H\eta )_{X}=H(\eta _{X})}.
Si por otro lado {\displaystyle K:B\to C} es un funtor, la transformación natural {\displaystyle \eta K:F\circ K\Rightarrow G\circ K} se define por
{\displaystyle (\eta K)_{X}=\eta _{K(X)}}.
También es una composición horizontal donde una de las transformaciones naturales es la transformación natural de la identidad:
{\displaystyle H\eta =\mathrm {id} _{H}*\eta } y {\displaystyle \eta K=\eta *\mathrm {id} _{K}}.
Téngase en cuenta que {\displaystyle \mathrm {id} _{H}} (respectivamente, {\displaystyle \mathrm {id} _{K}}) generalmente no es la identidad izquierda (respectivamente, derecha) de la composición horizontal {\displaystyle *} ({\displaystyle H\eta \neq \eta } y {\displaystyle \eta K\neq \eta } en general), excepto si {\displaystyle H} (resp. {\displaystyle K}) es el funtor de la categoría {\displaystyle D} (respectivamente, {\displaystyle C}).

### Ley de intercambio
Las dos operaciones están relacionadas por una identidad que intercambia la composición vertical con la composición horizontal: si se tienen cuatro transformaciones naturales {\displaystyle \alpha ,\alpha ',\beta ,\beta '} como se muestra en la imagen de la derecha, entonces se cumple la siguiente identidad:
{\displaystyle (\beta '\circ \alpha ')*(\beta \circ \alpha )=(\beta '*\beta )\circ (\alpha '*\alpha )}.
Las composiciones verticales y horizontales también están vinculadas a través de transformaciones naturales de identidad:
para {\displaystyle F:C\to D} y {\displaystyle G:D\to E}, {\displaystyle \mathrm {id} _{G}*\mathrm {id} _{F}=\mathrm {id} _{G\circ F}}.
Como el bigoteo es una composición horizontal con la identidad, la ley de intercambio da inmediatamente las fórmulas compactas de composición horizontal de {\displaystyle \eta :F\Rightarrow G} y {\displaystyle \epsilon :J\Rightarrow K} sin tener que analizar componentes y el diagrama conmutativo:
{\displaystyle {\begin{aligned}\epsilon *\eta &=(\epsilon \circ \mathrm {id} _{J})*(\mathrm {id} _{G}\circ \eta )=(\epsilon *\mathrm {id} _{G})\circ (\mathrm {id} _{J}*\eta )=\epsilon G\circ J\eta \\&=(\mathrm {id} _{K}\circ \epsilon )*(\eta \circ \mathrm {id} _{F})=(\mathrm {id} _{K}*\eta )\circ (\epsilon *\mathrm {id} _{F})=K\eta \circ \epsilon F\end{aligned}}}.

## Categorías funtoriales
Si {\displaystyle C} es cualquier categoría y {\displaystyle I} es una categoría pequeña, se puede formar la categoría funtorial {\displaystyle C^{I}} teniendo como objetos todos los funtores desde {\displaystyle I} a {\displaystyle C} y como morfismos las transformaciones naturales entre esos funtores. Esto forma una categoría ya que para cualquier funtor {\displaystyle F} hay una transformación natural de identidad {\displaystyle 1_{F}:F\to F} (que asigna a cada objeto {\displaystyle X} el morfismo de identidad en {\displaystyle F(X)}) y la composición de dos transformaciones naturales (la "composición vertical" anterior) es nuevamente una transformación natural.
Los isomorfismos en {\displaystyle C^{I}} son precisamente los isomorfismos naturales. Es decir, una transformación natural {\displaystyle \eta :F\to G} es un isomorfismo natural si y solo si existe una transformación natural {\displaystyle \epsilon :G\to F} tal que {\displaystyle \eta \epsilon =1_{G}} y {\displaystyle \epsilon \eta =1_{F}}.
La categoría de funtor {\displaystyle C^{I}} es especialmente útil si {\displaystyle I} surge de un grafo dirigido. Por ejemplo, si {\displaystyle I} es la categoría del grafo dirigido • → •, entonces {\displaystyle C^{I}} tiene como objetos los morfismos de {\displaystyle C}, y un morfismo entre {\displaystyle \phi :U\to V} y {\displaystyle \psi :X\to Y} en {\displaystyle C^{I}} es un par de morfismos {\displaystyle f:U\to X} y {\displaystyle g:V\to Y} en {\displaystyle C} tales que el "cuadrado conmuta", es decir, {\displaystyle \psi \circ f=g\circ \phi }.
De manera más general, se puede construir la 2-categoría {\displaystyle {\textbf {Cat}}} cuyas
- 0 celdas (objetos) son las categorías pequeñas,
- 1 celdas (flechas) entre dos objetos {\displaystyle C} y {\displaystyle D} son los functores de {\displaystyle C} a {\displaystyle D},
- 2 celdas entre dos 1 celdas (funtores) {\displaystyle F:C\to D} y {\displaystyle G:C\to D} son las transformaciones naturales de {\displaystyle F} a {\displaystyle G}.

Las composiciones horizontales y verticales son las composiciones entre transformaciones naturales descritas anteriormente. Una categoría de funtor {\displaystyle C^{I}} es entonces simplemente una categoría homomórfica en esta categoría (aparte de las cuestiones de pequeñez).

### Más ejemplos
Cada límite y colímite proporciona un ejemplo de una transformación natural simple, ya que un cono equivale a una transformación natural con un funtor diagonal como dominio. De hecho, si los límites y colímites se definen directamente en términos de su propiedad universal, son morfismos universales en una categoría de funtor.

## Lema de Yoneda
Si {\displaystyle X} es un objeto de categoría {\displaystyle C}, entonces la asignación {\displaystyle Y\mapsto {\text{Hom}}_{C}(X,Y)} define un funtor covariante {\displaystyle F_{X}:C\to {\textbf {Set}}}. Este funtor se llama representable (de manera más general, un funtor representable es cualquier funtor naturalmente isomorfo a este funtor para una elección adecuada de {\displaystyle X}). Las transformaciones naturales de un funtor representable a un funtor arbitrario {\displaystyle F:C\to {\textbf {Set}}} son completamente conocidas y fáciles de describir, de acuerdo con las conclusiones del lema de Yoneda.